# Nieppe Communal Cemetery
Le « Nieppe Communal Cemetery » où reposent des soldats de la Première Guerre mondiale est intrégré dans le cimetière communal de Nieppe (Nord). Il est sous la responsabilité de la "Commonwealth War graves Commission" 

## Histoire
La ville de Nieppe resta dans les limites des lignes alliées du 16 octobre 1914 au 11 avril 1918, date à laquelle la 34e division a été chassée par les Allemands après de durs combats. Nieppe fut néanmoins reprise par la 29e division le 3 septembre 1918.
Le cimetière communal de Nieppe a été utilisé par les ambulances de campagne et les unités de combat du Commonwealth, d'octobre 1914 à novembre 1917, puis de nouveau, de septembre à novembre 1918.

## Victimes
| Pays             | Victimes |
| ---------------- | -------- |
| Royaume-Uni      | 43       |
| Australie        | 6        |
| Nouvelle-Zélande | 11       |
| Afrique du Sud   | 2        |
| Total            | 62       |

## Coordonnées GPS
50° 42′ 19″ nord, 2° 50′ 33″ est